# Çamyurdu, Mudurnu
Çamyurdu là một xã thuộc huyện Mudurnu, tỉnh Bolu, Thổ Nhĩ Kỳ. Dân số thời điểm năm 2010 là 269 người.